# 米哈伊尔·秋林
米哈伊尔·弗拉基斯拉沃维奇·秋林（俄语：Михаил Владиславович Тюрин，羅馬化：Mikhail Vladislavovich Tyurin，1960年3月2日—）是俄罗斯第95位宇航员，世界第406位宇航员。他曾3次前往太空，5次进行太空行走任务。

## 早年
1984年毕业于莫斯科航空学院，获得工程学学位。毕业后在科罗廖夫能源火箭航天集团担任工程师，兴趣点是动力学、弹道学和软件开发。

## 宇航员生涯
1994年，他被选中开始宇航员训练，后成为远征3航空工程师预定人选，也是远征1任务备用成员之一。

### 远征3
2001年8月10日乘坐STS-105前往国际空间站，执行远征3任务。10月8日，他走出国际空间站进行舱外活动。这是秋林的第一次、也是俄罗斯太空史上宇航员的第100次太空行走。

### 远征14
2006年11月23日，秋林和迈克尔·洛佩斯穿着“海鹰M”宇航服，成功完成了太空行走任务。他们对星辰号服务舱的中子望远镜进行了维修，同时拆除了WAL2无线通讯系统的天线并将其安装在星辰号上面。北京时间23日上午9点，秋林在国际空间站外打出了一杆太空高尔夫球。

### 远征38/39
2013年11月7日，他和美国宇航员里克·马斯特拉吉奥和日本宇航员若田光一乘坐“联盟TMA-11M”号太空飞船，将索契冬奥会的奥运圣火首次带上国际空间站。
2014年5月14日，哈萨克斯坦卡拉干達州机场举行了国际空间站“联盟号”飞船宇航员安全返回欢迎仪式。

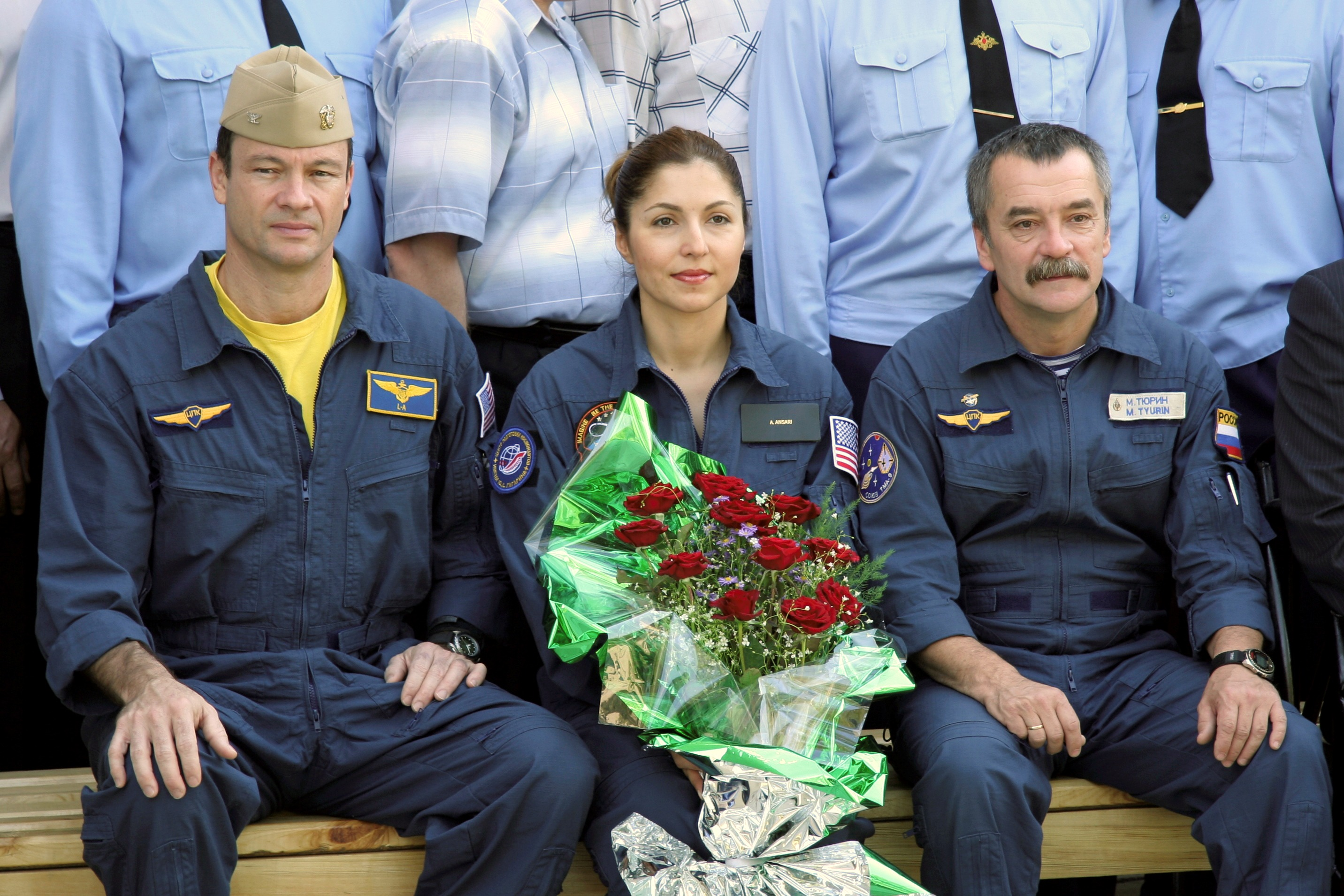
（从左至右）美国航天员米格尔·洛佩斯·阿莱格里亚、伊朗裔美国女企业家阿努什·安萨里（世界首位女性太空游客）、秋林

统计
| # | 飞船代号    | 发射时间（UTC）       | 任务代号               | 着陆时间（UTC）        | 时间总计      | 舱外活动次数 | 舱外活动时间 |
| - | ----------- | --------------------- | ---------------------- | ---------------------- | ------------- | ------------ | ------------ |
| 1 | STS-105     | 2001年8月10日21时10分 | 远征3                  | 2001年12月17日17时55分 | 128日20时45分 | 3            | 13时36分     |
| 2 | 联盟TMA-9   | 2006年9月18日4时6分   | 联盟TMA-9，远征14      | 2007年4月21日12时31分  | 215日8时22分  | 2            | 11时56分     |
| 3 | 联盟TMA-11M | 2013年11月7日4时14分  | 联盟TMA-11M，远征38/39 | 2014年5月14日1时58分   | 187日21时43分 | 0            | 0            |
|   |             |                       |                        |                        | 532日2时51分  | 5            | 25时32分     |

## 荣誉
- 俄罗斯联邦宇航员和俄罗斯联邦英雄荣誉称号（2003年）
- 四级“祖国功勋”勋章（2008年）
- 太空探索優異獎章（2011年）[9]
- 三级“祖国功勋”勋章（2016年）[10]